# Les Ailes du chaos
Pour plus de détails, voir Fiche technique et Distribution.
Les Ailes du chaos (Locust) est un téléfilm américain réalisé par David Jackson, et diffusé en 2005.

## Synopsis
Une jeune femme tente de trouver une solution pour éradiquer des essaims de sauterelles génétiquement modifiées qui menacent la population américaine.
Des essaims de monstrueuses sauterelles génétiquement modifiées, dévorant tout sur leur passage, se dirigent à vive allure vers le cœur des États-Unis. Une jeune femme, le docteur Maddy Rierdon, se fait fort de stopper leur progression. Si elle échoue, l'armée utilisera le VX, une arme chimique mortelle qui tuera les insectes mais coûtera également la vie à dix pour cent de la population. Au cours de ses investigations sur les sauterelles, Maddy découvre que son ancien mentor, Peter Axelrod, travaille sur un projet d'insectes hybrides qui n'a pas reçu l'aval de son département. Elle soupçonne Peter de travailler en sous-main avec l'armée afin de mettre au point une nouvelle arme biologique...

## Fiche technique
- Titre français : Les Ailes du chaos
- Titre alternatif : Alerte aux insectes: invasion mortelle
- Titre original : Locust
- Réalisation : David Jackson
- Scénario : Doug Prochilo
- Musique : Joseph LoDuca
- Durée : 95 min
- Format : 1,33:1, couleur
- Son : Stéreo
- Dates de premières diffusions :
  -  États-Unis : 24 avril 2005
  -  France : 3 septembre 2005 sur TF1
- Déconseillé aux moins de 10 ans

## Distribution
- Lucy Lawless : Maddy Rierdon
- Dylan Neal (VF : Pierre Tessier) : Dan Dyrer
- Mike Farrell : Lyle Rierden
- John Heard : Dr Peter Axelrod
- Drew Seeley : Willy
- Caroline McKinley : Terry Axelrod
- Gregory Alan Williams : le général Miller
- Natalia Nogulich : Lorelei Wentworth
- Esperanza Catubig : Vivian
- Sam Temeles : Wyatt Reynolds